# Bani Walid (gmina w Libii)
Bani Walid (arab. بني وليد, Banī Walīd) – gmina w Libii ze stolicą w Bani Walid. 
Liczba mieszkańców – 57 tys.
Kod gminy – LY-BW (ISO 3166-2).
Bani Walid graniczy z gminami:
- Tarhuna wa-Masalata – północ
- Misrata – północny wschód
- Surt – wschód
- Mizda – zachód
- Gharjan – północny wschód